# Кункабаєв Камшибек Бісенбаєвич
Камшибек Бісенбайович Кункабаєв (каз. Қамшыбек Бейсенбайұлы Қоңқабаев, нар. 18 листопада 1991, Кизилорда, Кизилординська область, Казахстан) — казахський боксер, що виступає у надважкій ваговій категорії, бронзовий призер Олімпійських ігор 2020 року, дворазовий срібний призер чемпіонату світу, чотириразовий срібний призер чемпіонату Азії.

## Любительська кар'єра
Чемпіонат світу 2017
- 1/8 фіналу: Переміг Макса Келлера (Німеччина) — 5-0
- 1/4 фіналу: Переміг Баходіра Жалолова (Узбекистан) — 3-2
- 1/2 фіналу: Переміг Фоку Арсена (Камерун) — 5-0
- Фінал: Програв Магомедрасулу Маджидову (Азербайджан) — 1-4

Чемпіонат світу 2019
- 1/8 фіналу: Переміг Аюб Гадфа (Іспанія) — KO
- 1/4 фіналу: Переміг Нелві Тяфак (Німеччина) — 3-2
- 1/2 фіналу: Пройшов Джастіна Гуні (Австралія) — w/o
- Фінал: Програв Баходіру Жалолову (Узбекистан) — 0-5

Олімпійські ігри 2020
- 1/8 фіналу:Переміг Юсрі Хафеза (Єгипет) — 5-0
- 1/4 фіналу:Переміг Івана Вер'ясова (Росія) — 4-1
- 1/2 фіналу:Програв Річарду Торрезу (США) — RSC

На чемпіонаті світу 2023 здобув дві перемоги, а у чвертьфіналі програв Баходіру Жалолову (Узбекистан).
На Азійських іграх 2022, що через пандемію коронавірусної хвороби пройшли 2023 року, програв у фіналі Баходіру Жалолову (Узбекистан) і став срібним призером.
На Олімпійських іграх 2024 програв у першому бою Аюб Гадфа (Іспанія) — 2-3.

## Таблиця боїв у професійному боксі
| 5 Перемог (4 нокаутом, 0 за рішенням суддів), 0 Поразок (0 нокаутом, 0 за рішенням суддів), 0 Нічиїх |        |                 |        |              |                |                                                             |          |
| Результат                                                                                            | Рекорд | Суперник        | Спосіб | Раунд, час   | Дата           | Місце проведення                                            | Примітки |
| Перемога                                                                                             | 3–0    | Сервер Емурлаєв | RTD    | 6 (10), 3:00 | 27 лютого 2021 | Tynyshpayev Academy of Transport and Communications, Алмати |          |
| Перемога                                                                                             | 2–0    | Сергій Радченко | RTD    | 4 (8), 3:00  | 18 грудня 2020 | Tynyshpayev Academy of Transport and Communications, Алмати |          |
| Перемога                                                                                             | 1–0    | Ісса Акбербаєв  | TKO    | 2 (8), 2:24  | 23 серпня 2020 | Tynyshpayev Academy of Transport and Communications, Алмати |          |